# Aedes masseyi
Aedes masseyi är en tvåvingeart som beskrevs av Edwards 1923. Aedes masseyi ingår i släktet Aedes och familjen stickmyggor. Inga underarter finns listade i Catalogue of Life.